# آستروپالس
پروژهٔ آستروپالس (به انگلیسی: Astropulse) یک پروژهٔ محاسباتی رایانش میان‌همگانی است که به صورت سراسری جهانی که از مازاد ظرفیت رایانه‌های داوطلبان، برای جستجوی سیاهچاله‌های نخستینی، تپ‌اختر‌ها و هوش فرازمینی (ETI) استفاده می‌کند. منابع داوطلبانه از طریق زیرساخت شبکه برکلی برای شبکه کامپیوتری (BOINC) مورد استفاده قرار می‌گیرد. در سال ۱۹۹۹، آزمایشگاه علوم فضایی، پروژهٔ ستی در خانه را؛ که بر محاسبات گستردهٔ رایانه‌های رومیزی موازی پراکنده در سراسر جهان متکی بود، راه اندازی کرد. ستی در خانه با استفاده از داده‌های ثبت شده از تلسکوپ رادیویی رصدخانه آرسیبو و جستجو برای سیگنال‌های رادیویی با پهنای باند باریک از فضا، نشان دهندهٔ حضور فناوری‌های فرازمینی است. به زودی معلوم شد که این داده‌ها می‌تواند منشأ سیگنال‌های دیگری؛ ارزشمند برای جامعهٔ اخترشناسی و فیزیک نیز مورد استفاده قرار گیرد.

## سیر توسعه
برای نزدیک به ۶ سال، آستروپالس در مرحلهٔ آزمایشی بتا خود در دسترس بود؛ اما نه در دسترس در جامعه عمومی. در ماه ژوئیهٔ ۲۰۰۸، آستروپالس و ستی در خانه در هم ادغام شدند، به طوری که شبکهٔ عظیم و گستردهٔ شرکت کنندگان SETI نیز قادر به اجرای سهم خود در جستجو برای سایر سیگنال‌های اختری درخور توجه کمک کند. آستروپالس همچنین در کمک به جستجو برای هوش فرازمینی ET همکاری دارد: نخست، طرفداران پروژه بر این باورند که توانند نوع دیگری از سیگنال ET را شناسایی کنند، که توسط الگوریتم اصلی ستی در خانه مشخص نشده‌است؛ دوم، طرفداران بر این باورند که پروه می‌تواند حمایت‌های قاطع بیشتری را برای SETI، با فراهم آوردن دومین نتیجهٔ احتمالی، برای پروژهٔ کلی ایجاد کنند.

## وبسایت‌های مربوط
- Astropulse Science
- Von Korff, Astropulse: A Search for Microsecond Transient Radio Signals Using Distributed Computing
- Astropulse FAQ
- Website
- SETI@home forum thread about Astropulse
- SETI@home Beta forum thread about Astropulse
- Astropulse Wiki
- Electromagnetic Radiation
- A multibeam sky survey